# یوجی اوکاموتو
یوجی اوکاموتو (انگلیسی: Yuji Okumoto؛ زادهٔ ۲۰ آوریل ۱۹۵۹) یک بازیگر آمریکایی ژاپنی الاصل است. او بیشتر به خاطر بازی در نقش چوزن توگوچی در بچه کاراته‌کار ۲ و ادامه این نقش در سریال کبرا کای شناخته می‌شود. او همچنین در فیلم‌هایی چون نابغه واقعی (۱۹۸۵)، معتقد واقعی (۱۹۸۹)، یاکوزای آمریکایی (۱۹۹۳)، تماس (۱۹۹۷)، نمایش ترومن (۱۹۹۸)، پرل هاربر (۲۰۰۱)، تنها شجاعان (۲۰۰۶) ظاهر شده‌است.  

## اوایل زندگی
اوکاموتو، نسل سوم ژاپنی آمریکایی (سانسی)، در لس آنجلس، کالیفرنیا به دنیا آمد و بزرگ شد. او کاراته را در ۱۳ سالگی شروع کرد و زیر نظر سنسی‌های مختلف تحصیل کرد. در زمان بازی بچه کاراته‌کار، قسمت دوم، اوکوموتو ۲۶ ساله یک کمربند قهوه‌ای در کاراته داشت و مهارت‌های اولیه را در سایر هنرهای رزمی از جمله کونگ فو و جودو آموخته بود. مربی جودوی او هیوارد نیشیکا، سنسی کاراته چیتو ریو او یوکینوری کوگیمیا، مربی کاجوکنبو او سنسی رون تاکاراگاوا، و یائو کونگ مون سیفو او کوین کوک بود. او از دبیرستان هالیوود و کال استیت فولرتون فارغ التحصیل شد و در آنجا بازیگری خواند.

## زندگی شخصی
اکنون اوکاموتو با همسرش آنجلا و سه دخترشان در سیاتل، واشنگتن زندگی می‌کند. آنها صاحب یک رستوران هستند.

## گزیده فیلم‌شناسی
از فیلم‌ها یا برنامه‌های تلویزیونی که وی در آن نقش داشته‌است می‌توان به آثار زیر اشاره کرد.
- تلقین (۲۰۱۰)
- استخوان‌ها (۲۰۰۹)
- کاتانا (۲۰۰۹)
- یگان (۲۰۰۷)
- خانه مامان بزرگ ۲ (۲۰۰۶)
- کلاغ: دعای شیطانی (۲۰۰۵)
- بخش ویژه (۲۰۰۱)
- پرل هاربر (۲۰۰۱)
- تاج و تخت تاریکی (۲۰۰۱)
- حکومت نظامی (۲۰۰۰)
- نمایش ترومن (۱۹۹۸)
- بازی (۱۹۹۷)
- تماس (۱۹۹۷)
- سوپرمن (۱۹۹۶)
- یاکوزای آمریکایی (۱۹۹۳)
- نمسیس (۱۹۹۲)
- معتقد واقعی (۱۹۸۹)
- بچه کاراته‌کار ۲ (۱۹۸۶)
- همان بهتر که بمیرم (۱۹۸۵)
- نابغه واقعی (۱۹۸۵)